# 黑玉蜑螺
黑玉蜑螺（学名：Nerita incerta），是原始腹足目蜑螺科蜑螺属的一种。主要分布于台湾，常栖息在岩礁高潮线处上。